# Éden (Sorocaba)
Éden  é um bairro e foi um distrito do município brasileiro de Sorocaba, sede da Região Metropolitana de Sorocaba, no interior do estado de São Paulo.

## História

### Origem
Nos primórdios do descobrimento, nestas terras existiam apenas povoados indígenas, que eram interligados por uma rede de vias e caminhos denominados de “PEABIRÚ”; caminhos que faziam a ligação do Atlântico com os Andes, essas vias foram muito importantes para os Bandeirantes, é provável que num desses caminhos que ligava a Aldeia de Maniçoba (antigo nome da atual cidade de Itu) até o morro de Ibirasojaba (Iperó e Araçoiaba da Serra), por onde passou o Pe. Manoel da Nóbrega, tenha tido um descanso em “PIRAJIBÚ”.
Por volta de 1589, Afonso Sardinha acompanhado de seu filho homônimo, chegaram ao Rio Ipanema e ao morro de Araçoiaba da Serra procurando por ouro, onde relataram: “Na serra de Ibirasojaba, distante oito dias da vila de Sorocaba e doze da vila de São Paulo, a jornadas moderadas, encontramos aquilo que cremos ser jazidas de ouro”. Mas ao invés disso ali encontraram apenas ferro.
Em 1591, por ordem do Governador-Mor Dom Francisco de Sousa, iniciou-se a construção do que seria a primeira siderúrgica de todas as Américas, empreendimento fadado ao insucesso, que logo depois em 1598/99 encerrou suas atividades, os trabalhadores que então vieram para a  siderúrgica, ficaram desempregados e dividiram-se, voltando alguns para a Vila de São Paulo, outros se estabeleceram na Vila de Sorocaba, núcleo comandado por Baltazar Fernandes e alguns para Itapebuçu (grande pedra chata) que depois ficou denominado Itavuvu, nas margens do rio Sorocaba.
Dentre esses que ficaram em Itavuvu e em Ipanema, entre os anos de 1600 e 1611 fundaram a vila de São Felipe (em alusão ao Rei da Espanha D.Felipe II) em ambos os povoados, quando houve intervenção do Governador-Mor que, por motivos políticos, dissolveu e mudou o povoado; alguns foram para a Vila de Sorocaba, uns outros se espalharam e ainda outros formaram um núcleo às margens de uma antiga trilha indígena (Peabirú), batizando de Pirajibú, esse povoado foi marcado pelo sossego, onde após muitos anos se tornou um distrito de Sorocaba, recebendo nova denominação: ÉDEN, pois era tranquilo e calmo como o paraíso.
Localizado na região nordeste de Sorocaba, o Éden fazia parte das terras devolutas pertencentes ao estado de São Paulo e através da Lei Municipal n° 539 de 17 de Abril de 1957, essas terras foram doadas ao município, para posterior regularização das terras. Constituindo inicialmente por famílias de agricultores, chácaras e sítios, foram registrados 2.019 habitantes segundo o censo demográfico de 1970.
Com características rurais e uma grande extensão de terras disponíveis, torna-se viável para investimentos. Como o então distrito de Votorantim consegue sua autonomia e vira município, Sorocaba perde os recursos fiscais advindos de Votorantim, e assim novas decisões são tomadas pela administração de Sorocaba. Como uma estratégica de desenvolvimento cria uma Zona Industrial, na qual o Éden e bairros próximos, como  Cajuru e  Aparecidinha  fazem parte. Assim uma área com características rurais foi se transformando e passando a desempenhar a função mais Urbana e Industrial.

### Formação administrativa

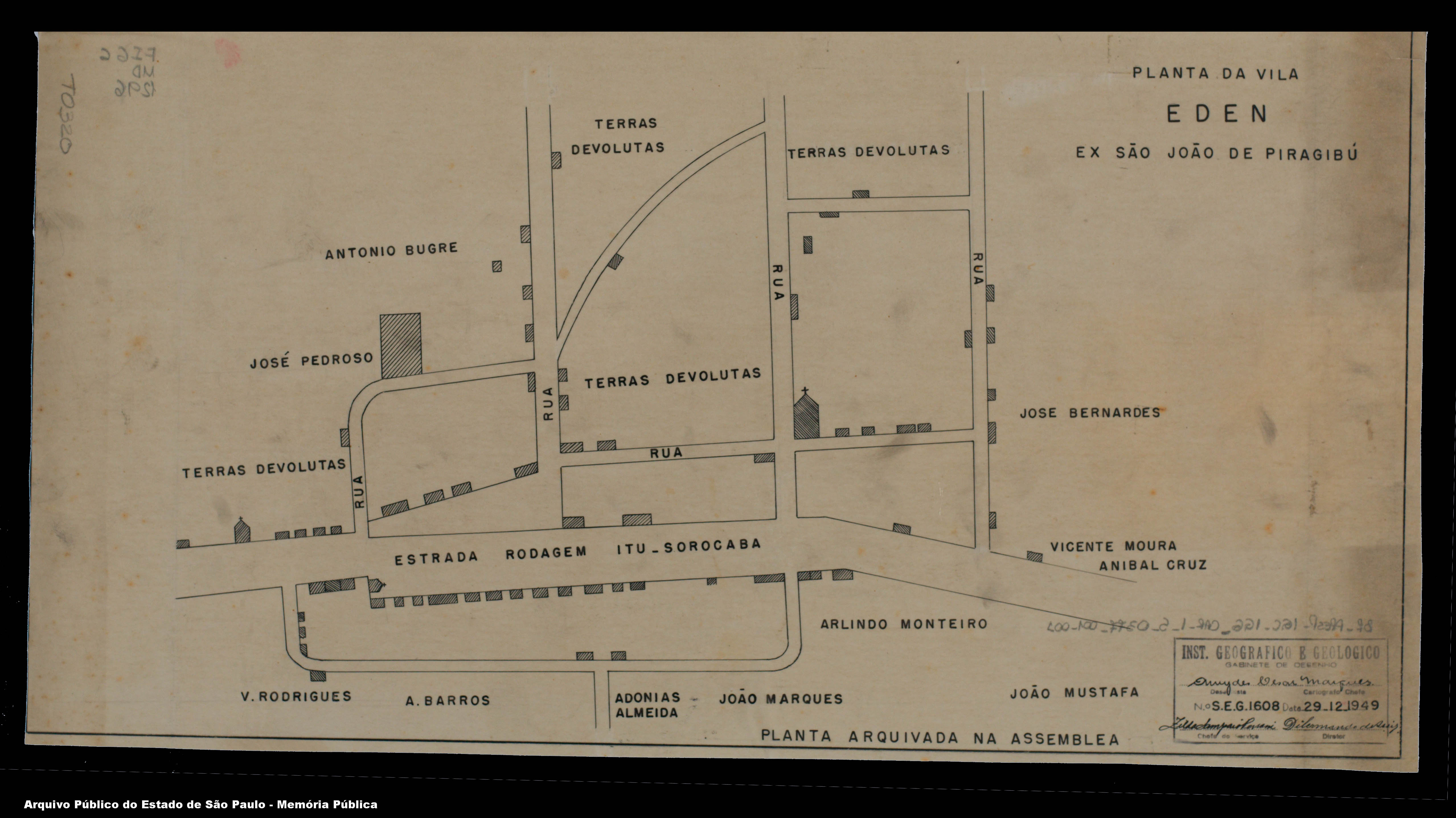
Planta da área urbana original.

- Distrito criado pela Lei n° 233 de 24/12/1948, com o povoado de Pirajibú do Meio mais terras do distrito sede de Sorocaba[4][5].
- Pela Lei Orgânica do Município de Sorocaba, promulgada em 05/04/1990, artigo 187, foram extintos os distritos do município[6].

### Pedido de emancipação
No final dos anos de 1980 e início dos anos de 1990, os jornais sorocabanos noticiam a possibilidade de dois distritos da cidade, Éden e Cajuru do Sul, tornarem-se uma nova cidade. O que motivava esse projeto de emancipação era o descontentamento de parte da população que alegava o descaso público com a região.
Fruto dessa insatisfação, algumas lideranças locais iniciam um processo de discussão que buscava emancipar a região. Surge então o movimento Pró-emancipação dos bairros do Éden e Cajuru do Sul (PROEMEC).
Para iniciar o processo de emancipação dos bairros, uma série de encontros da Sociedade Amigos de Bairro do Éden (SAB), membros do movimento Pró-emancipação dos bairros do Éden e Cajuru do Sul (PROEMEC) e a população local interessada pelo assunto, se reuniam para discutir as possibilidades da emancipação, traçar estratégias e manter informada a população.
Nas primeiras movimentações do grupo, cinco moradores estiveram no gabinete do Paço Municipal e, pelo que foi noticiado, manifestaram-se contrários à emancipação. O prefeito da época reconheceu esses moradores como “os verdadeiros líderes locais”. Na eminência de uma possível emancipação, membros do movimento separatista e prefeitura divergiram em opiniões cada um expressando seus interesses e seus motivos. Porém o Instituto de Geografia e Cartografia (IGC), responsável pela análise do processo, elabora seu parecer desfavorável ao desmembramento do Éden. Entre os cinco requisitos, dois foram os que impediram a emancipação. O primeiro apontamento foi por não “apresentar distância mínima de três quilômetros entre o seu perímetro urbano e o município de origem” e o segundo por “interromper a continuidade do município de origem, bem como a preservação da continuidade histórico-cultural, ambas ligadas a proximidade das partes envolvidas”.
A partir desse laudo, ocorreu uma contestação sobre a real distância dos três quilômetros entre as duas “manchas urbanas” Éden-Sorocaba. Essa contestação gerou noticiários polêmicos sobre o assunto nos jornais. O movimento emancipacionista chegou a pensar em solicitar a emancipação do Cajuru, o que aumentaria a distância em mais do que os três quilômetros exigidos, o que provavelmente facilitaria a emancipação.
O Parque Vitória Régia (Sorocaba) foi o bairro utilizado para a medição da distância entre as “manchas urbanas” Éden-Sorocaba, sendo que dos 3000 metros necessários para a emancipação constatou-se apenas 2380 metros, restando outros 620 metros para a consolidação de mais um dos itens da lei em vigor na época. Sendo assim, solicitar a emancipação do Cajuru ampliaria em pelo menos mais cinco quilômetros em relação ao Éden e entre o Parque Vitória Régia e o Cajuru mais de sete quilômetros. Como a distância entre as duas manchas urbanas aumentaria as possibilidades para a emancipação alterava o contexto até então apresentado, seria necessário uma nova análise e um novo parecer técnico por parte o IGC. Ou seja, já não era mais o Éden que se emanciparia, mas um território que englobava os distritos de Éden e de Cajuru do Sul. 
Ao longo do processo de tentativa de emancipação, o desgaste do grupo formado foi inevitável e aos poucos enfraquecendo e perdendo seu propósito, culminando na transformação do distrito em um bairro de Sorocaba, impossibilitando assim a sua emancipação. É relevante destacar que, enquanto distritos subordinados ao município sorocabano, Éden e Cajuru do Sul não tinham autonomia e sempre dependiam das ações dos agentes públicos em promover qualquer tipo de melhoria. Na condição de bairro haveria a mesma dependência, portanto, caso houvesse a emancipação, mesmo com as dificuldades enfrentadas, emergiriam novas possibilidades, novas condições, uma nova perspectiva.

## Geografia

### Demografia

#### População urbana
| Crescimento população urbana | Crescimento população urbana | Crescimento população urbana | Crescimento população urbana |
| Censo                        | Pop.                         |                              | %±                           |
| ---------------------------- | ---------------------------- | ---------------------------- | ---------------------------- |
| 1950                         | 259                          |                              | —                            |
| 1960                         | 238                          |                              | −8,1%                        |
| 1970                         | 1 196                        |                              | 402,5%                       |
| 1980                         | 4 317                        |                              | 261,0%                       |
| 1991                         | 9 819                        |                              | 127,4%                       |
| 2000                         | 15 275                       |                              | 55,6%                        |
| Fonte: IBGE e Fundação SEADE |                              |                              |                              |

#### População total
Pelo Censo 2000 (IBGE) a população total do distrito era de 16 398 habitantes. Atualmente sua população está estimada em mais de 60 mil habitantes.

### Área territorial
A área territorial do distrito era de 80,651 km².

### Bairros
A partir de 1985 com o surgimento da Zona Industrial o então distrito do Éden começou a receber inúmeros novos loteamentos, com isso atualmente existem diversos bairros: 
- Éden (sede)
- Vila Novo Éden
- Portal do Éden I
- Portal do Éden II
- Jardim Éden Ville
- Jardim Boa Esperança
- Jardim Jatobá
- Jardim Alegria
- Jardim Harmonia
- Jardim Primavera
- Jardim Amália
- Jardim Copaíba
- Jardim Turmalina
- Jardim Carolina
- Jardim Paraíso
- Jardim Regente
- Jardim Lena
- Jardim dos Pássaros
- Jardim Casagrande
- Jardim das Azaleias
- Jardim das Orquídeas
- Jardim Nathália
- Jardim Dona Tereza
- Jardim Portobello
- Chácaras Reunidas Patrízia

### Rodovias
O acesso para o centro é feito pela Rodovia (SP-79), denominada no local como Avenida Independência, onde se encontra grande número de indústrias e serviços. 

## Serviços públicos

### Registro civil
Atualmente é feito no próprio bairro, pois o Cartório de Registro Civil das Pessoas Naturais ainda continua ativo. Os primeiros registros dos eventos vitais realizados neste cartório são:
- Nascimento: 24/10/1953
- Casamento: 12/12/1953
- Óbito: 22/11/1953

### Saúde
- Unidade Básica de Saúde (UBS)
- Unidade de Pronto Atendimento Éden (UPA): Inaugurada em agosto de 2015, funciona 24 horas. Oferece atendimentos para adultos e crianças, com médicos plantonistas na área de clínica geral e pediatria. A unidade tem cinco consultórios para adultos, dois consultórios de pediatria, salas de observação, postos de enfermagem, sala para assistente social, arquivo médico e raio-x, sala de esterilização, entre outros espaços administrativos e operacionais. Há 14 leitos de observação e quatro de emergência. A UPA segue o padrão de atendimento das UPHs da cidade e é gerenciada e operada pelo Banco de Olhos de Sorocaba (BOS), por meio de convênio firmado com a Prefeitura[16].

### Educação
Escolas:
- E.E. Prof° Francisco Coccaro - (6° ao 9° ano, Ensino Médio)
- E.E. Dr° Gualberto Moreira -  (Ensino Fundamental e Médio)
- E.M. Prof° Oswaldo de Oliveira - (Ensino Fundamental)
- Colégio Conquistar - (Educação Infantil e Ensino Fundamental I e II)
- Colégio Portal - (Educação Infantil e Ensino Fundamenta I e II)
- Escola Estadual do Éden - (Ensino Fundamental, Médio e Supletivo)
- Oficina do Saber - (Escola de Tempo Integral)

Centros de educação infantil:
- CEI 14 Eng. Carlos Reinaldo Mendes
- CEI 83 Maria Carmen Rodrigues Saker
- CEI 94 “Ana Lúcia Pazini” – Jardim Alegria

### Segurança
- Posto Policial 24 horas
- Delegacia de Policia (6° DP de Sorocaba)
- Corpo de Bombeiros

### Transportes
O Éden tem um "mini-terminal" de ônibus, as chamadas Área de Transferência (AT), onde é possivel embarcar em diversas linhas que passam pelo bairro, além de fazer integração com outras linhas e ir a outras regiões da cidade sem passar pelo centro, pagando uma única tarifa, desde que o passageiro tenha o "cartão social".  
Em 2022 as linhas que atendem a região passaram por uma reformulação, chamada de sistema "Rápido Sorocaba" a região do Éden ganhou um novo sistema de locomoção de passageiros entre o bairro e o centro de Sorocaba, formado por uma linha troncal com veículos do tipo articulado e super-articulado, essas linhas transportam os passageiros oriundos dos bairros da região até o centro de Sorocaba, podendo também ser feito integração com linhas que partem para outras regiões da cidade, bem como os bairros Aparecidinha, Cajuru, Vitória Régia, São Bento e toda Zona Norte. 
Linhas municipais:
- T53 - T31 - ÉDEN/CAJURU
- T53 - Expresso Éden
- 38 AT Aparecidinha via Éden
- A48/3 AT Aparecidinha / AT Éden
- A53/1 Jd. Dos Pássaros/Jd. Itália
- A53/2 Jd. Azaleias/Jd. Nilton Torres
- A53/3 Jd. Harmonia (Circular)
- 61 Iporanga
- A72 Bairro dos Carvalhos/Dona Tereza
- A75 Campininha
- 303 Interbairros III (Terminal Vitória Régia/Éden)

Linhas metropolitanas:
- 6209 - Itu (Centro) - Sorocaba (Centro) via Hosp. Pirapitingui

### Saneamento
O serviço de abastecimento de água é feito pelo Serviço Autônomo de Água e Esgoto (SAAE). O bairro possui uma Estação de Tratamento de Água (ETA-Éden), que abastece os bairros da região do Éden, Cajuru e Aparecidinha.
Em 2014 com a forte seca que se debateu pelo estado de São Paulo, o SAAE de Sorocaba teve que iniciar um sistema de rodizio no abastecimento de Água, nos bairros da Zona Industrial de Sorocaba, o nível da Represa do Ferraz que abastece a região baixou quase 2 metros, e chegou a 20 centímetros. Foram 5 meses de racionamento que atingiram apenas os bairros do Éden, Cajuru do Sul e Aparecidinha, a região foi dividida em duas, uma recebia água entre 6 horas da manha e 18 horas da tarde, e a outra entre 18 horas da tarde e 6h da manha do outro dia. O racionamento parcial de água na cidade atingiu cerca de 60 mil moradores da Zona Industrial. 

### Energia
A responsável pelo abastecimento de energia elétrica é a CPFL Piratininga, distribuidora do grupo CPFL Energia.

### Telecomunicações
O bairro era atendido pela Telecomunicações de São Paulo (TELESP), que inaugurou a central telefônica utilizada até os dias atuais para atender Éden e Cajuru do Sul. Em 1998 esta empresa foi vendida para a Telefônica, que em 2012 adotou a marca Vivo para suas operações.

## Lazer

### Parque do Éden
Localiza-se no entorno da Estação de Tratamento de Água do bairro (ETA-Éden). O Parque da ETA-Éden possui equipamentos de ginástica da "Academia ao Ar Livre", pista de caminhada e um deque de madeira sobre o manancial de captação da água, o que possibilitará uma ampla visualização da área do parque, composta por grande área de vegetação natural, com gramado e diferentes espécies de árvores nativas e frutíferas. A ETA-Éden continuará integrando o sistema de distribuição de água de Sorocaba, porém, terá seu setor operacional isolado do espaço de lazer, que será aberto ao público.

## Cultura

### Música
O bairro vem se tornando um berço de novas bandas de rock, que vem ganhando grande expressão no cenário alternativo da cidade, a exemplo das bandas Fones e INI que servem de incentivo para outros jovens do bairro formarem novas bandas. O bairro também é palco de festivais de música, como o tradicional Coletivo 53, ideia surgida entre os jovens do bairro e organizado anualmente.

## Atividades econômicas
Localizado na Zona Industrial de Sorocaba, no extremo nordeste da cidade, e composto pelos bairros do Éden, Cajuru do Sul, Campininha, Iporanga e Aparecidinha, é responsável pela maior concentração do PIB da cidade.

## Religião

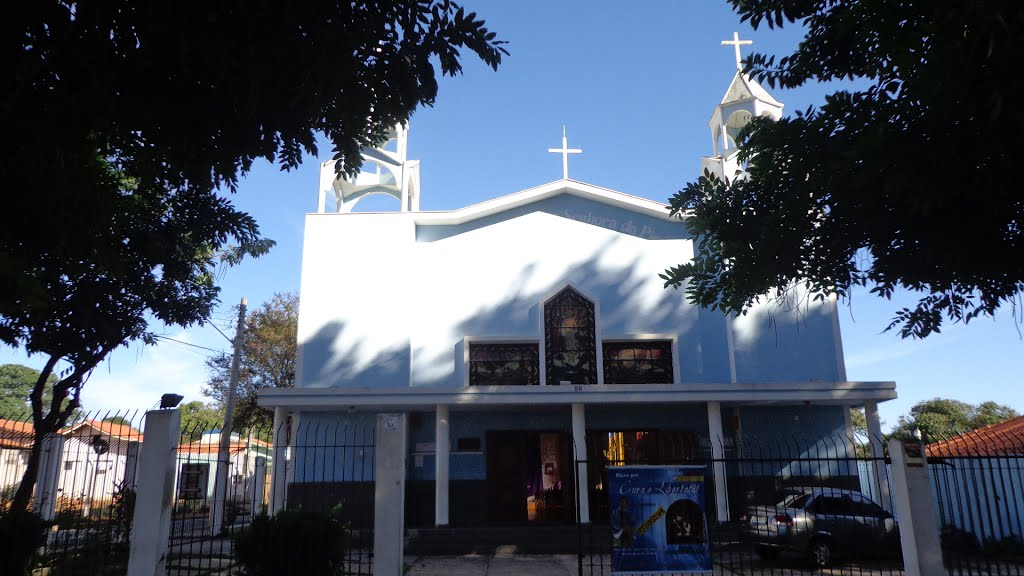
Igreja.

O Cristianismo se faz presente no bairro da seguinte forma:

### Igreja Católica
- A igreja faz parte da Arquidiocese de Sorocaba[24].

### Igrejas Evangélicas
- Assembleia de Deus - O bairro possui congregação da Assembleia de Deus Ministério do Belém, vinculada ao Campo de Sorocaba. Por essa igreja, através de um início simples, mas sob a benção de Deus, a mensagem pentecostal chegou ao Brasil. Esta mensagem originada nos céus alcançou milhares de pessoas em todo o país, fazendo da Assembleia de Deus a maior igreja evangélica do Brasil[25][26].
- Congregação Cristã no Brasil[27].